# Stephen Gilligan
Stephen G. Gilligan (* 1954) ist ein US-amerikanischer Hypnotherapeut nach Milton H. Erickson, Buchautor und seit den 1980er-Jahren weltweit reisender Lehrer. 

## Leben und Wirken
Gilligan ist irisch-italienischer Abstammung, er absolvierte ein Doktoratsstudium an der Stanford University und war einer der ersten, die Neuro-Linguistisches Programmieren studierten – bei den Gründern Richard Bandler und John Grinder. Er hat sich früh auf Ericksonsche Hypnotherapie spezialisiert und diese zu seiner Self-relations Psychotherapy weiterentwickelt, wobei er Aikido, Buddhismus, Meditation und theatralische Elemente zu integrieren versucht. Zu seinen Lehrern gehörte Gregory Bateson, mit dessen Tochter Nora sowie mit seinem langjährigen Kollegen Gunther Schmidt besteht langjährige Zusammenarbeit.
Gilligan propagiert ein liebevolles, konfliktfreies Miteinander und nicht-gewaltsame Kommunikation. Er versucht seine Klienten zu motivieren, die vielen Facetten von Gewalt und negativem Denken in positive Lebensenergie zu verwandeln. Sein Buch über Therapeutische Trance gilt heute schon als Klassiker.
Gilligans Ehefrau ist chinesischer Abstammung, sie haben eine Tochter und leben in Encinitas Kalifornien. Gilligan praktiziert Aikido seit über 16 Jahren.

## Publikationen
- Therapeutic Trances: The Cooperation Principle in Ericksonian Hypnotherapy, 1987
- Brief Therapy (Hg. gemeinsam mit Jeffrey Zeig)
- Therapeutic Conversations (Hg. gemeinsam mit R. Price), 1993
- The Courage to Love: Principles and Practices of Self-Relations Psychotherapy, 1997
- The Legacy of Milton H. Erickson: Selected Papers of Stephen Gilligan, 2002